# Dolichoderus cornutus
Dolichoderus cornutus är en myrart som först beskrevs av Mayr 1868.  Dolichoderus cornutus ingår i släktet Dolichoderus och familjen myror. Inga underarter finns listade i Catalogue of Life.